# Якість води
Якість води — поєднання хімічного і біологічного складу та фізичних властивостей води водного об'єкта, яке зумовлює її придатність для певних видів використання. Якість води належить до найважливіших характеристик водних ресурсів, що визначають можливість їх раціонального використання та охорони від забруднення та виснаження. Вода — джерело життя. Вживання неякісної питної води загрожує важкими наслідками для здоров'я людини.
Якість вод(и) – (англ. Water Quality,  нім. Wassergüte (Wasserqualität), рос. качество воды) – ступінь відповідності показників якості води потребам людей і/або технологічним вимогам (у т.ч. для зрошення). Технологічні вимоги до якості води в деяких випадках можуть бути  більш жорсткими, ніж вимоги до якості споживчої води. 

## Показник якості води
Показник якості води – (англ. Water Quality Index, нім. Wassergütezahl (Wassergütegrad, Wassergütekennwert, m), рос. показатель качества воды) – сукупність біологічних і фізико-хімічних характеристик води: трофосапробності, солоності, твердості, водневого показника pH, концентрації шкідливих речовин. 

## Нормативи якості води
Нормативи якості води  — встановлені (нормовані) значення показників якості води (фізичні, хімічні, біологічні), що відповідають певним вимогам, при яких надійно захищається здоров'я людей, створюються сприятливі умови для водокористування, охорони вод та екологічного благополуччя водного об'єкта.
До фізичних показників якості води належать температура, прозорість чи каламутність, кольоровість, запах і смак.
До хімічних — активна реакція (рН), окиснюваність, мінералізація води (сумарний вміст солей) та ціла низка розчинних хімічних речовин (основні іони, розчинні гази, біогенні речовини, мікроелементи, радіоактивні речовини, специфічні забруднювальні речовини).
До біологічних (мікробіологічних) — вміст кишкової палички (колі-індекс), сапрофітних бактерій.

## Оцінка показників якості води
Оцінка показників якості води дає змогу встановити відповідність чи невідповідність води певного водного об'єкта вимогам, які висуваються тими чи іншими водокористувачами. Критерієм оцінки допустимості вмісту речовин у воді є гранично допустима концентрація (ГДК) шкідливих речовин у них, а також їх загальносанітарна характеристика. Вимоги до якості вод у водних об'єктах, які використовуються для господарсько-питних, культурно-побутових і рибогосподарських потреб, викладено у «Правилах охорони поверхневих вод від забруднення стічними водами» (1990).
Окремі вимоги до якості вод, які використовуються для господарсько-питних і культурно-побутових потреб: мінералізація води — не більше 1000 мг/дм3; рН — 6,5-8,5; у воді не повинно бути збудників кишкових захворювань тощо.
ГДК шкідливих речовин у воді водних об'єктів, які використовуються для господарсько-питних і культурно-побутових потреб, визначено більше ніж для 1000 інгредієнтів; для рибогосподарських — більше ніж для 200. Але ця кількість інгредієнтів не охоплює всі забруднювальні речовини антропогенного походження, яких за орієнтовними даними не менше 5-6 тис.
Для інтегральної оцінки якості води водних об'єктів з екологічних позицій розроблено низку методик, які враховують взаємний вплив всіх визначених у воді компонентів через розрахунки індексів забруднення води. В Україні діє «Методика екологічної оцінки якості поверхневих вод за відповідними категоріями» (1998), в якій виділяється 5 класів і 7 категорій якості води за ступенем чистоти (забруднення): дуже чисті; чисті; помірно забруднені; забруднені; брудні; дуже брудні; надзвичайно брудні. В цілому, якість річкових вод на території України погіршується з північного заходу на південний схід.
Якість питної води, яка після забору з поверхневих джерел водопостачання є по суті виготовленим продуктом на водопровідній станції, регламентується державним стандартом «Вода питна. Гігієнічні вимоги та контроль якості» (1983) та державними санітарними правилами і нормами «Вода питна. Гігієнічні вимоги до якості води централізованого господарсько-питного водопостачання» (МОЗ України, 1996).

## Керівні документиФАОтаВОЗз питань якості і безпеки води
ФАО та ВОЗ провели огляд керівних документів з питань якості і безпеки води, який продемонстрував, що необхідна для прийняття заснованих на аналізі ризику рішень інформація здебільшого відсутня або не є загальнодоступною. Особливо бракує доступних посібників для спільнот виробників / переробників харчових продуктів.

Керуючись цим, ФАО і ВОЗ ініціювали розробку більш адресних науково обґрунтованих керівних вказівок щодо якості води, призначеної для різних видів використання у виробництві та переробці харчових продуктів. 

### Керівні документи Всесвітньої організації охорони здоров'я
- Керівні принципи якості питної води (англ. Guidelines for Drinking-Water Quality)[5];
- Нагляд та контроль громадських водних об'єктів (англ. Surveillance and Control of Community Water Supplies). ВОЗ (1997; оновлена версія);
- Рекомендації щодо безпечного використання стічних вод і екскрементів в сільському господарстві та аквакультурі  (англ. Guidelines for Safe Use of Wastewater and Excreta in Agriculture and Aquaculture)[6];
- Керівні принципи для безпечного використання рекреаційної води (англ. Guidelines for Safe Recreational Water)[7];
- Посібник з виробництва безпечної питної води (англ. Guidance for producing safe drinking-water)[8].

ВОЗ також розробила ресурси для надання допомоги у тлумаченні та реалізації посібника «Керівні принципи якості питної води», зокрема - Керівництво з планування безпеки води. Поетапне управління ризиками для постачальників питної води англ. Water Safety Plan Manual (Step-by-step risk management for drinking-water suppliers) .

### Керівні документи Продовольчої та сільськогосподарської організації ООН
- AQUASTAT (англ. Global Information System on Water and Agriculture) – це глобальна інформаційна система водних ресурсів ФАО, найбільш цитоване джерело глобальної статистики води. AQUASTAT збирає, аналізує та поширює національні дані та інформацію по країнах світу про водні ресурси, використання водних ресурсів, управління водними ресурсами тощо з метою їх використання у аналітиці систем харчування, включаючи зокрема обсяги зрошення та використання стічних вод[10];
- Якість води в сільському господарстві (англ. Water quality in agriculture) – документ призначений для надання рекомендацій фермерам та керівникам проектів, консультантам та інженерам з оцінювання та ідентифікації потенційних проблем, пов'язаних із якістю води. Це керівництво з оцінки придатності води для зрошення.[11]
- Вода для тварин (англ. Water for animals) – посібник для допомоги фахівцям з водопостачання в розумінні проблем поголів'я худоби та фахівцям по тваринництву та пасовищам у розумінні проблем розвитку водних ресурсів та управління. Стосується лише визначення мінімальної якості води для споживання тваринами.[12]
- Обробка та використання стічних вод у сільському господарстві (англ. Waste water treatment and use in agriculture) – керівництво щодо використання очищених стічних вод для зрошення та аквакультури. У ньому представлені погляди на ризики для здоров'я, небезпеки для навколишнього середовища та потенціал рослинництва, пов'язаних з використанням очищеної стічної води. Також пояснює традиційні технології очищення стічних вод та системи природного біологічного очищення як життєздатних альтернатив у країнах, що розвиваються, особливо в районах з гарячим кліматом.[13]
- Практика фермерства для безпечного використання води в міському та приміському садівництві (англ. On farm practices for the safe use of water in urban and peri-urban horticulture) – посібник для тренінгу фермерів з безпечної практики використання стічних вод у виробництві овочів, зокрема за темами – як зрошувальна вода може бути забруднена міськими стічними водами; методів, які можна використовувати на фермі для зменшення ризику для здоров'я, пов'язаного з використанням стічних вод для зрошення тощо.[14]
- Шлях до майбутнього: забезпечення водою і продовольча безпека. Критичні перспективи для політиків (англ. Towards a water and food secure future. Critical perspectives for policy-makers). Метою цієї Білої книги є надання розробникам політики керівництва з технічних та економічних аспектів використання води в сільському господарстві з особливим акцентом на виробництво врожаю та тваринництва. Основна  увага робиться на регіональних та національних аспектах політики продовольчої безпеки на період до 2050 року.[15]